# Carreg Bica

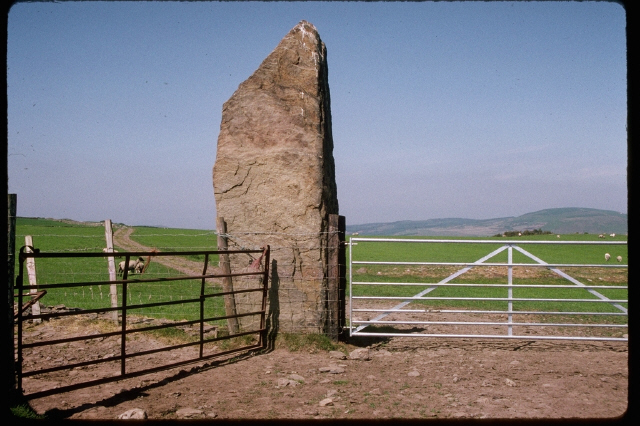
Carreg Bica

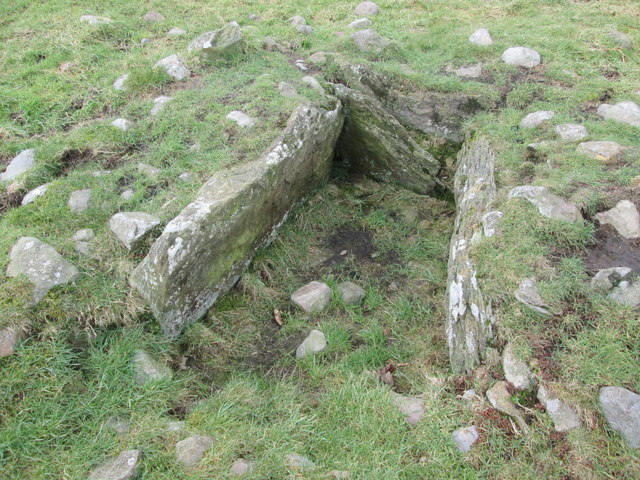
Steinkiste am Mynydd Drumau

Carreg Bica (deutsch „spitzer Stein“ – auch Careg Bica, Hoat Stone oder Maen Bradwen genannt) ist ein Menhir (englisch Standing stone) südlich des Berges Mynydd Drumau, nordöstlich von Birchgrove im Neath Port Talbot County Borough in Wales. Ein Runndcairn gleichen Namens liegt bei Elan Village in Powys.
Der Menhir stammt wahrscheinlich aus der Bronzezeit (2300 bis 800 v. Chr.). Er ist ein Monolith aus lokalem Sandstein mit einer rechteckigen Grundfläche von 1,2 × 0,6 m. Mit seiner Höhe von etwa 4,3 m bis zu seiner schrägen Spitze, ist er neben dem Hirfaen Gwyddog einer der größte Menhir in Wales.
1203 wird der Carreg Bica in einer Urkunde von König John für William de Braose, 4. Lord of Bramber einem cambro-normannischen Adligen aus dem Haus Braose als Grenzstein erwähnt.
Laut dem Historiker David Rhys Phillips (1862–1952) wurden am Fuße des Steins ein Torques und ein Schwert gefunden. Heute steht er an der Seite eines Feldtores in einer Feldgrenze. In der Nähe von Carreg Bica liegen mehrere bronzezeitliche Grabhügel.
Er geht der Legende nach am Ostermorgen im River Neath (walisisch Afon Nedd) baden. Dies ist eine mit mehreren Menhiren in Wales einschließlich des Maen Llia verbundene Legende.
Der Menhir ist ein Scheduled Monument.